# Culladia achroellum
Culladia achroellum là một loài bướm đêm trong họ Crambidae.